# Hans Stille

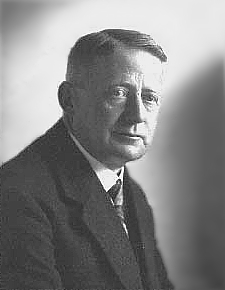
Hans Stille, 1941

Wilhelm Hans Stille (Hannover, 8 oktober 1876 - Hannover, 26 december 1966) was een invloedrijk Duits structureel geoloog. Stille is vooral bekend om zijn onderscheid van tektonische fasen in de ontwikkeling van een continent. Het mineraal stilleiet is naar hem vernoemd.

## Biografie
Stille studeerde in Göttingen waar hij les kreeg van de stratigraaf en paleontoloog Adolf von Koenen. Stille studeerde af na een onderzoek naar fasen van gebergtevorming in het Teutoburger Woud. Daarna ging hij voor de Pruisische geologische dienst werken, waarbij hij met luchtfotointerpretatie werkte. Hij was hoogleraar aan de Georg-August-Universität Göttingen, later aan de Berlijnse Humboldt-Universität, zijn onderzoek richtte zich vooral op de tektoniek.

## Stilles cycli van magmatisch-tektonische perioden
In 1924 kwam Stille tot een classificatie van verschillende perioden in de tektonische geschiedenis van continenten. Deze perioden worden volgens Stilles classificatie niet alleen door tektonische, maar ook magmatische gebeurtenissen gekarakteriseerd. De perioden die hij onderscheidde zijn:
- Geosynclinale perioden, waarin grote geosynclines gevormd werden en mafisch vulkanisme dominant is.
- Orogene perioden, waarin gebergten worden gevormd. Door de steeds dikker wordende Aardkorst stijgt de temperatuur en wordt felsisch tot intermediair magma gevormd, dat aan de oppervlakte voor vulkanisme zorgt.
- Quasikratonische perioden, waarin geen vulkanisme meer voorkomt maar nog wel felsische tot intermediaire intrusies in de korst worden gevormd.
- Kratonische perioden, waarin geen vulkanisme of magmatische activiteit voorkomt, tenzij weer mafische vulkanen ontstaan, waarna weer een geosynclinale periode aanbreekt.

Stille herkende in Europa vier opeenvolgingen van zijn magmatisch-tektonische perioden: de eerste was de Fennosarmatische cyclus, die vooral in Zweden en Finland te herkennen is, daarop volgt de Caledonische cyclus die in Noorwegen en de Britse Eilanden te vinden is, dan de Varistische cyclus in heel Zuid- en Midden-Europa, en tot slot de Alpiene Cyclus waarbij de Alpen en andere gebergtes in Zuid-Europa bezig zijn te vormen.
Stilles classificatie wordt ook tegenwoordig nog gebruikt om verschillende tektonische fasen bij gebergtevorming te onderscheiden. De classificatie werd na de ontwikkeling van de platentektoniek in de jaren zestig door John Tuzo Wilson met dit model samengevoegd tot het concept van de wilsoncycli. Van de kratonische perioden (stabiel continent) met weinig magmatische activiteit is de tegenwoordig nog in gebruik zijnde term kraton afgeleid. De term orogenese is afgeleid van Stilles orogene perioden.

## Vernoeming
Dorsa Stille, een stelsel mareruggen op de Maan.
- Bibliothèque nationale de France: cb134798692 (data)
- CiNii: DA14383848
- Gemeinsame Normdatei: 118798871
- International Standard Name Identifier: 0000 0000 8082 3090
- Library of Congress Control Number: n85803767
- Nationale Bibliotheek van Tsjechië: mub2014826437
- Nationale bibliotheek van Australië: 50062962
- Nationale Bibliotheek van Israël: 987007279482305171
- Nederlandse Thesaurus van Auteursnamen: 212865803
- Système universitaire de documentation: 035331798
- Trove: 1501013
- Virtual International Authority File: 2621691
- WorldCat: E39PBJfRyF4CJvgbPmCRqFTWDq